# Руда Коханівська
Руда Коханівська — колишнє село, а тепер частина села Руда-Краковецька в Україні, в Яворівському районі Львівської області. Орган місцевого самоврядування — Свидницька сільська рада.

## Історія
У 1880 р. село належало до Яворівського повіту Королівства Галичини та Володимирії Австро-Угорської імперії. В селі було 42 будинки і 212 жителів, з них 95 греко-католики, 113 римо-католиків і 4 юдеї. Місцева греко-католицька громада належала до парафії Свидниця Яворівського деканату Перемишльської єпархії.
У 1939 році в селі проживало 350 мешканців, з них 90 українців, 255 поляків, 5 євреїв. Село входило до ґміни Великі Очі Яворівського повіту Львівського воєводства. Греко-католицька громада належала до парафії Краківець Краковецького деканату Перемишльської єпархії.
Наприкінці вересня 1939 р. село зайняла Червона армія. 27.11.1939 постановою Президії Верховної Ради УРСР у складі повіту село включене до новоутвореної Львівської області, а 17 січня 1940 року — до Краківецького району.
В радянські часи Руда Коханівська була приєднана до сусіднього села Руда-Краковецька і утворила його центральну частину, а село Руда-Краковецька утворило південну частину села — південніше річки Ретичин, північну частину утворило Городнє — присілок села Свидниці.